# Томас, Скарлетт
Скарлетт Томас (англ. Scarlett Thomas; род. 5 июля 1972, Лондон) — современная английская писательница. Является автором девяти романов, в том числе «Корпорация Попс» и «Молодые, способные». Преподаёт английскую литературу в Университете Кента. Сотрудничает со множеством британских периодических изданий, среди которых — «Independent on Sunday», «Scotland on Sunday», «Butterfly Magazine», «Black Book», «Zembla», «The Scotsman», «The Guardian» и «BBC Radio 4».

## Биография
Она закончила несколько школ, в том числе местную юношескую школу в Баркинге. Будучи подростком, участвовала в демонстрациях против ядерного оружия и войны в Персидском заливе. Скарлетт училась в старших классах в Чельмсфордском колледже и получила Первую степень в Изучении Культур в Университете Восточного Лондона с 1992—1995 года.
Её первые три романа были о Лили Паскаль, преподавательнице английской литературы, которая раскрывает тайны преступлений. Каждая из последующих новелл была независима от другой.
Её литературный агент — Саймон Тревин из United Agents. В данный момент она работает над своим восьмым романом.
В 2008 году была членом жюри Эдинбургского международного кинофестиваля.
С 2004 года преподаёт Английскую литературу в Университете Кента, ранее преподавала в Общественном Колледже Дартмута, Юго-Восточном Колледже Эссекса и в Университете Восточного Лондона.
Рецензирует книги для Литературно-критического журнала, Воскресной Шотландии.

## Оценки
В 2001 году вошла в список 20 лучших молодых писателей Великобритании по оценкам «Independent on Sunday».
В 2002 году получила премию «Elle Style Award» за роман «Операция „Выход“».

## Список произведений
- Романы
  - Dead Clever (1998)
  - In Your Face (1999)
  - Seaside (1999)
  - Bright Young Things (2001) (рус. Молодые, способные)
  - Going Out (2002) (рус. Операция «Выход»)
  - PopCo (2004) (рус. Корпорация «Попс»)
  - The End of Mr. Y (2006) (рус. Наваждение Люмаса, 2010)
  - Our Tragic Universe (2010) (рус. Наша трагическая вселенная, 2011)
  - The Seed Collectors (2015) (рус. Орхидея съела их всех, 2017)
- Короткие истории
  - Brother and Sister and Foot — Curly Tales series, on Radio 4, August 2005
  - Interlude — Product Magazine, Winter 04-05
  - The Whole Country — Zembla Magazine, Summer 2004
  - Why My Grandmother Learned to Play the Flute — Curly Tales series, on Radio 4, November 2003
  - The Old School Museum — Big Night Out, HarperCollins, 2002
  - Debbie’s Dreams — The Stealth Corporation magazine, 2002
  - Goldfish — Butterfly Magazine, Issue 5, 2000
  - Mind Control — All Hail the New Puritans 4th Estate, 2000
  - Five Easy Ways with Chilli — 2008
  - Драконий луг- 2017